# Песчаник Биг-Клифти

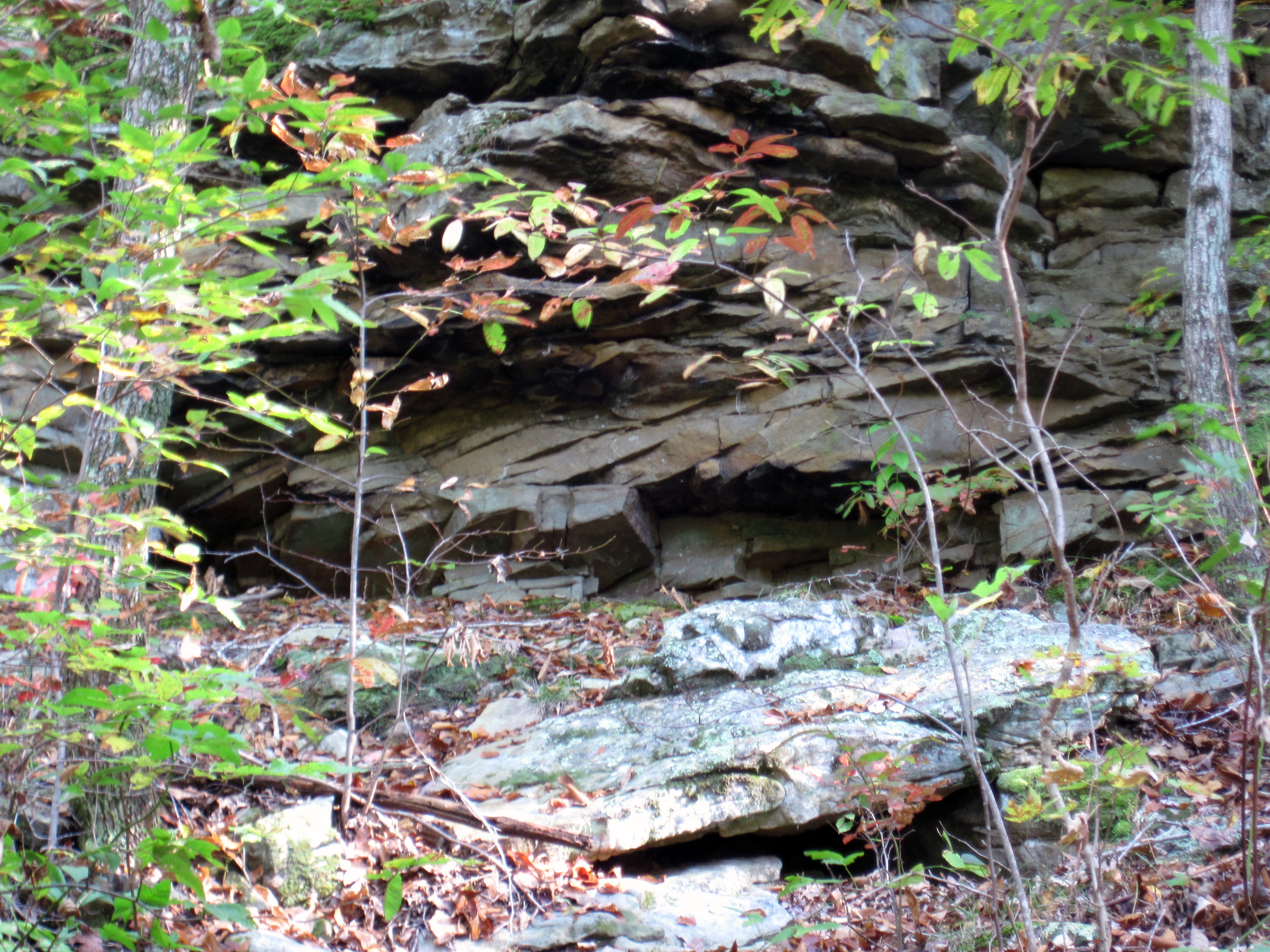
Песчаник Биг-Клифти, Национальный парк Мамонтова пещера

Песчаник Биг-Клифти — формация (стратиграфическое подразделение) в штатах Индиана и Кентукки. Это песчаник конца каменноугольного периода (пенсильваний). В Национальном парке Мамонтова пещера он залегает на гиркинской формации, на известняке Сент-Женевьев и на известняке Сент-Луиса, обеспечивая покрытие для всей системы пещер. Существование Биг-Клифти и аналогичных песчаников в Мамонтовой пещере является причиной огромного размера пещеры и проходов в неё, так как вода, которая там протекает, обеспечивает последующее растворение. Но когда эрозия начинает своё разрушительное действие, пещера уменьшается в размерах.
Песчаник Биг-Клифти также распространён на юге и в центре штата Кентукки, как пример можно привести шестидесятиметровую скалу Пилот Рок на границе округа Тодд.